# Pico Negro (Lagoa)
O Pico Negro é uma elevação portuguesa localizada na ilha de São Miguel, arquipélago dos Açores.
Este acidente geológico tem o seu ponto mais elevado a 407 metros de altitude acima do nível do mar. Nas imediações desta formação encontra-se o Pico da Pintona, o Pico do Enforcado e a Lagoa das Canas.